# Christian Debias
Pour les articles homonymes, voir Debias.
Pas d'image ? Cliquez ici
Christian Debias, né le 12 octobre 1946 à Bizerte en Tunisie et mort le 4 avril 2021, est un pilote automobile français. Il a été champion de France de la montagne et champion de France de Formule Renault.

## Biographie
Il côtoie et se bat contre des ténors pour le Championnat de France de Formule Renault René Arnoux, Jean Ragnotti, Didier Pironi, Marc Sourd, Dany Snobeck, Serge Saulnier, Alain Cudini, Robert Simac, Pierre Yver, Lucien Guitteny, Jean-Louis Schlesser, Patrick Gaillard.
Il remporte le titre sur une Ralt-BMW devant un certain Max Mamers, en 1977, le futur créateur du Trophée Andros. Même s’il n’abandonne pas totalement le circuit on le voit aux 24 heures du Mans 1978 où il réchappe d’un terrible accident sur les Hunaudières à la 18ème heure, et en 1980 Debias s’impose vite comme l’un des grands spécialistes de la côte, et va livrer de superbes duels face à des tenors tels que Guy Fréquelin, Marc Sourd et Marcel Tarrès .
Fidèle des productions de Tico Martini, il a tout piloté, de la MK28 à la MK74.
Il a tourné la page du sport automobile il y a presque dix ans. Aujourd’hui retraité, le pilote aux quarante licences s’épanouit en pratiquant le golf et en s’accordant des escapades dans les dunes au volant d’un tout-terrain proche de la série.
Il meurt le 4 avril 2021 en Tunisie à l'âge de 74 ans,,,.

## Palmarès
- Vainqueur du Championnat de France de Formule Renault en 1975
- Trois fois vainqueur du Championnat de France de la Montagne en 1977, 1994 et 1995
- Vainqueur des 24 Heures de Chamonix en 1991, avec Marcel Tarrès sur BMW M3

## Résultats aux 24 Heures du Mans
| Année | Voiture   | Équipe                              | Équipiers                      | Résultat |
| ----- | --------- | ----------------------------------- | ------------------------------ | -------- |
| 1978  | WM P78    | WM A.E.R.E.M. / Team Esso Aseptogyl | Xavier Mathiot / Marc Sourd    | Abandon  |
| 1980  | Lola T298 | ROC - Société Yacco                 | Michel Dubois / Florian Vetsch | 18e      |

## Victoires notables en côtes
- Turckheim: 1977 et 1993 (16 ans d'écart), puis 1995;
- Bagnols-Sabran: 1994, 1995 et 1999[7];
- Course de côte du Mont-Dore: 1995 et 1996;
- Abreschviller: 1998 et 1999;
- Eschdorf: 1999 et 2000;
- Rossfeld: 1977;
- Ampus: 1978;
- Dudelange: 1990;
- Avernes: 1993;
- Saint Antonin: 1993;
- Hebecrevon: 1998;
- Pommeraye: 1998;
- Osnabrück: 1998;
- Lorentzweiler: 1999;
- Zittig: 2000.